# Битий
Битий (IX век до н. э.) — спутник основательницы Карфагена Дидоны.

## Биография
Вместе с Дидоной из Тира в Ливию бежали потерпевшие поражение в гражданской междоусобице представители жреческо-аристократической группировки. К этому сословию мог принадлежать и Битий. В исторических источниках он назван командующим флота финикийских переселенцев, а также одним из «принцепсов» возникшего Карфагена. По замечанию Циркина Ю. Б., это сообщение Ливия заслуживает доверие, так как на Сардинии находился финикийский город Бития, и также известно имя Бития — нумидийского военачальника в годы Третьей Пунической войны. Сохранение же в историографии имён спутников Дидоны объясняется фамильной гордостью представителей карфагенской аристократии, возводящих свои родословные ко времени основания города.